# Lee Da-hee
Lee Da-hee (tiếng Hàn Quốc: 이다희; sinh ngày 15 tháng 03 năm 1985) là một người mẫu, người dẫn chương trình, phát thanh viên và diễn viên Hàn Quốc.

## Danh sách phim

### Phim truyền hình
| Năm  | Phim              | Đài | Vai         | Ghi chú | Chú thích |
| ---- | ----------------- | --- | ----------- | ------- | --------- |
| 2013 | Đôi tai ngoại cảm | SBS | Seo Do Hyun |         | [ 4 ]     |

### Chương trình truyền hình
| Năm  | Tên         | Kênh | Vai       | Ghi chú | Chú thích         |
| ---- | ----------- | ---- | --------- | --- | ----------------- |
| 2018 | Running Man | SBS  | Khách mời | tập 388- 389 với Kang Mi-na, Goo Ha-ra, Seol In-ah tập 392- 396, 399- 400, 406-408 với Hong Jin-young, Kang Han-na, Lee Sang Yeob | [ 5 ] [ 6 ] [ 7 ] |

## Giải thưởng
| Năm  | Giải                          | Hạng mục                                    | Nominated work             | Kết quả   | Ref.          |
| ---- | ----------------------------- | ------------------------------------------- | -------------------------- | --------- | ------------- |
| 2013 | 6th Korea Drama Awards        | Excellence Award, Actress                   | Đôi tai ngoại cảm          | Đề cử     |               |
| 2013 | SBS Drama Awards              | New Star Award                              | Đôi tai ngoại cảm          | Đoạt giải | [ 8 ]         |
| 2013 | SBS Drama Awards              | Excellence Award, Actress in a Miniseries   | Đôi tai ngoại cảm          | Đề cử     |               |
| 2013 | KBS Drama Awards              | Best Couple Award with Bae Soo-bin          | Secret Love                | Đề cử     |               |
| 2013 | KBS Drama Awards              | Netizen Award, Actress                      | Secret Love                | Đề cử     |               |
| 2013 | KBS Drama Awards              | Best Supporting Actress                     | Secret Love                | Đoạt giải | [ 9 ]         |
| 2014 | KBS Drama Awards              | Excellence Award, Actress in a Miniseries   | Big Man                    | Đề cử     |               |
| 2014 | KBS Drama Awards              | Popularity Award, Actress                   | Big Man                    | Đoạt giải | [ 10 ]        |
| 2015 | MBC Entertainment Awards      | Top Female Excellence Award in Variety Show | Real Men: Female Edition 2 | Đề cử     |               |
| 2015 | SBS Drama Awards              | Special Award, Actress in a Miniseries      | Mrs. Cop                   | Đoạt giải | [ 11 ]        |
| 2018 | 3rd Asia Artist Awards        | Asia Brilliant Award                        | —                          | Đoạt giải | [ 12 ]        |
| 2018 | 12th SBS Entertainment Awards | Best Challenge Award                        | Running Man                | Đề cử     | [ 13 ] [ 14 ] |
| 2019 | 55th Baeksang Arts Awards     | Best Supporting Actress (Television)        | The Beauty Inside          | Đề cử     | [ 15 ]        |